# 陳鎮川
陳鎮川（1968年6月7日—）生於臺灣臺北北投，籍貫廣東海豐，父親為香港人。以身為歌手張惠妹的經紀人身份最為人知。早期是填詞人，後期轉往舞臺導演、演唱會或頒獎典禮製作人發展。並與其他資深經紀人合夥「源活娛樂」公司，專辦理台灣歌手演唱會。同時他也是經紀公司「天地合娛樂」的老闆。
陳鎮川經歷台灣演藝圈全盛時期，因多次協助張惠妹、蔡依林、S.H.E、楊丞琳、羅志祥與江蕙等歌手演唱會的製作人，故被稱為臺灣的「天后製作人」，亦是許多金曲獎、電視金鐘獎與金馬獎得獎者的經紀人。作詞方面，傳唱於臺灣LGBT權益運動上的同志國歌《彩虹》即是由他填詞。

## 生涯概略
「生長在風化行業還合法的北投，處在身邊都是女人的國度裡。」陳鎮川的父親是很少來台的香港人，算是單親家庭，和媽媽跟著外婆過生活，外婆經營合法有牌的「應召站」，「公司」就在薇閣小學正對面。於是小小年紀的陳鎮川，放學後過個馬路就到「公司」去，幾十坪的榻榻米，幾十名小姐都在化妝，只有一張桌子是他在寫功課。他被姊姊阿姨們圍繞著，她們會給他零用錢、日本客人送的富士蘋果，看著她們學日文、學交際舞、學日本歌，聽她們講故事。
「我從小就很被她們吸引，白天樸素的樣子、傍晚開始化妝，晚餐前穿著旗袍出去宴客，回來的百態，也許醉酒、也許被打槍，對我來講，都很有趣。」陳鎮川說：「我從小就在一個滿多故事的環境中長大，這跟我後來的工作就有很大的影響，她們也是某一個程度的藝人。」
第一份工作進入飛碟唱片擔任唱片宣傳。在當兵退伍後，成為中視綜藝節目《歡樂一百點》編劇，為張菲編寫短劇劇本，後為王偉忠工作，成為《連環泡》的編劇。在進入葛福鴻的福隆製作公司後，成為藝人經紀人，也擔任節目企畫，曾在香港工作兩年負責金城武、梁詠琪、楊采妮經紀業務。任職TVBS-G節目部經理期間，九次負責主辦金曲獎。也曾任東風衛視台副總經理。
2003年，離開TVBS電視台，創辦源活國際娛樂公司，任總經理。
2006年起，成為張惠妹的經紀人。
2008年，為江蕙《初登場》演唱會製作人，此後江蕙的演唱會皆由他負責。2015年的江蕙引退演唱會，也由他擔任製作人。
自2014年起連續擔任第25至30屆金曲獎頒獎典禮製作、企劃總監。
2016年，創立耳東劇團，擔任總監。
2018年，自在yaung楊洋2018生日會企劃總監。
2020年3月，受邀代言名車。
2020年擔任第31屆金曲獎評審團主席。10月24、25日擔任池上秋收稻穗藝術節的節目監製，並由他掌舵的源活娛樂負責製作。同年11月21日擔任第57屆金馬獎頒獎典禮節目總監。
2021年，擔任第32屆金曲獎總顧問。
2023年2月，與MV導演謝乾乾共同擔任嘻哈選秀實境秀《大嘻哈時代2》製作人。
2023年12月，二度獲選英國時尚雜誌《TATLER尚流》亞洲版「亞洲最具影響力人物」之一。
2024年12月，三度獲選英國時尚雜誌《TATLER尚流》亞洲版「亞洲最具影響力人物」之一。

## 個人生活
2016年12月，為聲援臺灣婚姻平權運動，在個人臉書上公開出櫃表明自己男同性戀的身份。2020年7月1日，與交往10年的伴侶登記結婚。
2021年2月28日，陳鎮川於深夜在臉書曬寶寶誕生照片，並寫下：「各位觀眾，我是阿川和Darren的兒子，初次見面請多關照！」陳鎮川宣告已成新手爸，和老公Darren組成一家三口，兒子是以老公Darren的精子跟亞裔女性的卵子所誕生。

## 旗下藝人
- 張惠妹[17]
- 艾怡良[18]
- 謝盈萱[19]
- 張清芳[20]
- 黃路梓茵[21]
- 彭千祐
- 偉晉[22]

## 填詞作品

### 20世紀
- 1993年：葉璦菱- 華視綜藝節目《周末攝影棚》主題曲
- 1994年：金城武- 標準情人、純情的眼淚
- 1995年：吳倩蓮- 愛上一個人
- 1995年：唐文龍- 找你說話
- 1998年：袁詠儀- 分擔
- 1999年：梁詠琪- 中意他

### 21世紀

#### 2000年代
2001年
- F4- 我是真的真的很愛你

2002年
- 周渝民- 有我有你、心疼
- 梁詠琪- 愛情黑盒子、白蟻、四季
- 吳建豪- 午夜場的電影
- 張玉華- 不值得
- 可米小子- HEY!HAH、求愛復刻版
- 孫耀威- 夢想天堂

2003年
- 蔡依林- 看我72變、奴隸船
- 群星- 手牽手
- Rara- 知道
- 王力宏- 你不在、你和我、我就喜歡
- 陳嘉唯- Feel Good
- 可米小子- 花季、他

2004年
- 周渝民- 幸福的保證、我呼吸你
- 蔡依林- 海盜、乖貓、始作俑者、招牌動作
- 謝霆鋒- 如果沒有感覺
- 游鴻明- 我可以、吻了再說
- 羅志祥- 小丑魚、刺青
- 孫燕姿- 慢慢來
- 王力宏- 在那遙遠的地方、一首簡單的歌、星座、過來

2005年
- 蔡依林- 樂園、讓愛靠近、野蠻遊戲、反覆记号、Oh Oh、獨佔神話
- 楊丞琳- 不見、下一次微笑
- 黃義達- 超愛你
- 潘瑋柏- 禪舞不二
- 黎明- Good Day
- 李崗霖- 這一場戀愛
- 羅志祥- 真命天子、駭客入侵
- S.H.E- Super Model
- 張惠春- 想念你的歌、Love Oh Oh
- 王力宏- 花田錯、蓋世英雄、完美的互動、大城小愛、我就喜歡(勝利慶功版)

2006年
- 林俊傑- 進化論
- 楊丞琳- 找不到、慶祝
- 蔡依林- 舞孃、Mr. Q、唯舞獨尊
- 庾澄慶- 小蜜蜂
- 李玟- Hip Hop Tonight、危險情人、無人島
- 林宇中- 訊號
- 羅志祥- 精舞門
- 梁詠琪- 給自己的情歌、失蹤

2007年
- 棒棒堂- 夢想號、愛情學測
- 郭品超- 爆料
- 孫燕姿- 咕嘰咕嘰、飄著
- 王力宏- 不完整的旋律
- 張惠妹- 永遠的快樂、薇多莉亞的秘密
- 楊丞琳- 任意門、帽子戲法、第二個自己
- 蔡依林- 愛無赦、冷暴力、金三角
- 周渝民- 他是誰、馬賽克
- 林埈永- 誰怕愛
- 羅志祥- Bet On It必殺技、一支獨秀
- F4- 殘念

2008年
- 蕭敬騰- 收藏、王子的新衣、一輩子存在、給愛人
- 李玟- 我和愛人和我
- 劉力揚- 我就是這樣
- 黑Girl- 叫姊姊
- 楊丞琳- 半熟宣言
- 黃靖倫- 慢半拍
- 江語晨- 我太乖
- 羅志祥- 搞笑、潮男正傳
- 王力宏- 愛得得體

2009年
- 蔡依林- 讓讓、慣性背叛、大丈夫、影舞者、愈慢愈美麗
- 郭采潔- 愛異想
- 阿密特- 黑吃黑、相愛後動物感傷、靈魂的重量、OK、聽得見的夢想、彩虹
- 蕭敬騰- 王妃、善男信女、愛遊戲
- 蕭亞軒- 閃閃惹人愛、WOW

#### 2010年代
2010年
- 羅志祥- 羅生門
- 原子霏- 關鍵字
- 蕭亞軒- 瘦瘦瘦瘦

2011年
- 羅志祥- 獨一無二Only You、舞所遁形
- 張惠妹- 你在看我嗎、潛規則、來鬧的、渴了、High咖
- 楊丞琳- Lovelution
- 蕭亞軒- 我愛我

2012年
- 羅志祥- 鬧翻天
- A-Lin- 笑笑的

2014年
- 孫燕姿- 無限大
- 張惠妹- 自虐、狗、Booty Call、前進烏托邦
- 蕭亞軒- 不解釋親吻

2015年
- 任家萱- Big Girl
- 阿密特- 母系社會、不睡
- 羅志祥- 斷片

2016年
- 朱碧石- 你幹嘛

2018年
- 蕭敬騰- 王妃2.0

## 外部連結
- 陳鎮川的Instagram帳戶
- 陳鎮川的Facebook專頁